# فمینیسم در کانادا
تاریخچه فمینیسم در کانادا به‌عنوان یک مبارزه تدریجی برای برقراری حقوق برابر شناخته می‌شود. تاریخ فمینیسم کانادایی، مشابه فمینیسم مدرن غربی در دیگر کشورها، توسط پژوهشگران به ۴ «موج» تقسیم شده است که هرکدام نمایانگر دوره‌ای از فعالیت‌های شدید و تغییرات اجتماعی هستند. استفاده از مفهوم «موج‌ها» مورد انتقاد قرار گرفته است، زیرا فعالیت‌های فمینیستی زنان بومی و کبکی را که برای ایجاد تغییر در جوامع خود و نیز تغییرات اجتماعی گسترده‌تر سازماندهی کرده‌اند، شامل نمی‌شود.

## امواج فمینیسم کانادایی

### موج اول
موج اول فمینیسم در کانادا در اواخر قرن نوزدهم و اوایل قرن بیستم رخ داد. این فعالیت‌های اولیه بر افزایش نقش زنان در زندگی عمومی متمرکز بود، با اهدافی مانند حق رأی زنان، افزایش حقوق مالکیت، دسترسی بیشتر به آموزش و به‌رسمیت شناختن زنان به‌عنوان «اشخاص» تحت قانون. این تجلی اولیه فمینیسم کانادایی عمدتاً مبتنی بر فمینیسم مادری بود: ایده‌ای که زنان را به‌عنوان مراقبان طبیعی و «مادران ملت» قلمداد می‌کرد و معتقد بود که باید به دلیل گرایش آن‌ها به تصمیمات مؤثر برای مراقبت خوب از جامعه، در زندگی عمومی مشارکت کنند. در این دیدگاه، زنان به‌عنوان یک نیروی تمدن‌بخش در جامعه دیده می‌شدند که بخش مهمی از مشارکت زنان در کارهای تبلیغی و اتحادیه اعتدال مسیحی زنان (WCTU) بود.
موج اول فمینیسم در کانادا در استان کبک تفاوت‌هایی داشت. اگرچه این موج پیش‌تر آغاز شده بود، زنان کبک تا آوریل ۱۹۴۰ برای دستیابی به حق رأی و شرکت در انتخابات منتظر ماندند.
در زمان جنگ جهانی دوم، نقش زنان کانادایی در جنبه‌های اجتماعی، سیاسی و فرهنگی تغییرات چشمگیری یافت. آنان مسئولیت بسیاری از وظایف مردان غایب در میدان جنگ را بر عهده گرفتند. زنان در کارخانه‌ها کار کردند، مدیریت مزارع را بر عهده گرفتند و نقش مهم خود را در جامعه به وضوح نشان دادند.

#### سازمان‌دهی و فعالیت‌های اولیه
مذهب نقش مهمی در مراحل اولیه جنبش زنان کانادا داشت. برخی از نخستین گروه‌های سازمان‌یافته زنان به دلایل مذهبی گرد هم آمدند. زمانی که کلیساها و انجمن‌های مذهبی درخواست زنان را برای کار به‌عنوان مبلغ رد کردند، آن‌ها انجمن‌های مبلغین خود را تأسیس کردند و برای ارسال مبلغین زن به خارج از کشور سرمایه جمع‌آوری کردند. برخی از این گروه‌ها توانستند مبلغین خود را به‌عنوان معلم یا پزشک آموزش دهند.
اولین انجمن مبلغین توسط گروهی از زنان باپتیست در کانسو، نوا اسکوشیا در سال ۱۸۷۰ تأسیس شد، این اقدام تحت تأثیر هانا نوریس، معلمی که مایل بود مبلغ شود، صورت گرفت. پس از آن که درخواست او از سوی هیئت مأموریت‌های خارجی باپتیست رد شد، نوریس از زنان کلیسای خود کمک خواست. آن‌ها انجمن مبلغین خود را تأسیس کردند و به‌زودی انجمن‌های مبلغین زن در میان پرسبیتریان‌ها، متدیست‌ها و آنگلیکان‌ها در استان‌های غربی، کبک، انتاریو و مناطق دریایی شکل گرفت. این انجمن‌های جدید نه تنها زنان را قادر ساختند به‌عنوان مبلغین فعالیت کنند، بلکه فرصت مدیریت تأمین مالی، آموزش و اشتغال مبلغین زن در کشورهای خارجی را نیز فراهم کردند.

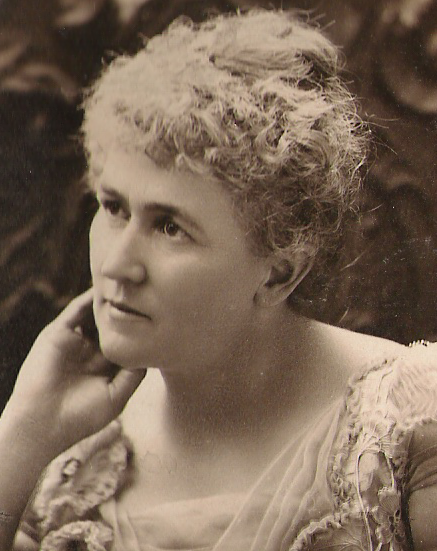
آدلاید هودلس، هم‌بنیان‌گذار شورای ملی زنان کانادا

سازمان‌دهی مذهبی زنان همچنین به‌عنوان وسیله‌ای برای پیشبرد تغییرات اجتماعی مورد استفاده قرار گرفت. برای مثال، اتحادیه اعتدال مسیحی زنان (WCTU) در سال ۱۸۷۴ توسط لتیشیا یومانس از پیکتون، انتاریو، تأسیس شد تا آگاهی از پیامدهای منفی مصرف الکل بر جامعه را افزایش دهد، و در نهایت، مصرف الکل را ممنوع کرده و ارزش‌های خانوادگی انجیل‌محور را ترویج کند. تحت تأثیر همتای آمریکایی خود، WCTU به یکی از اولین سازمان‌های مبارز برای حق رأی تبدیل شد و همچنین به‌عنوان فضایی برای آموزش رهبران حق رأی آینده عمل کرد.
حلقه خیاطی بانوان یهودی (تأسیس ۱۸۶۰) نیز از طریق سازمان‌دهی مذهبی‌محور به ترویج تغییرات اجتماعی کمک کرد. این انجمن در سال ۱۹۰۶ توسط آیدا سیگل در تورنتو ایجاد شد تا به دختران جامعه خود مهارت‌های خیاطی را بیاموزد و همچنین پاسخی به تلاش‌های تبلیغی انجیلیون‌های پروتستان برای تغییر مذهب جوانان یهودی ارائه دهد. این انجمن بعدها مدرسه خیاطی تلاش یهودی را تأسیس کرد، جایی که به دختران خیاطی، دین یهود و تاریخ یهودیت آموزش داده می‌شد.
نمونه‌های دیگر شامل انجمن جوانان مسیحی زنان (YWCA) است که خدماتی مانند مراکز پذیرش، پناهگاه‌ها و برنامه‌های آموزشی برای زنان مجرد طبقه کارگر ارائه داده و همچنان نیز ارائه می‌دهد. همچنین جامعه دوستانه دختران (بر مبنای مذهب آنگلیکانی)، اتحادیه زنان کاتولیک کانادا و راهبه‌های خاکستری مونترال که مراکز مراقبت از کودکان برای زنان شاغل ارائه می‌دادند.

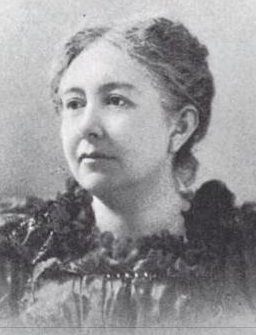
ادیت آرچیبالد

در اواخر قرن نوزدهم و اوایل قرن بیستم، زنان در کانادا شروع به ورود به حرفه‌های مختلف از جمله آموزش، روزنامه‌نگاری، مددکاری اجتماعی و بهداشت عمومی کردند. گریس آنی لاکهارت نخستین زنی بود که در امپراتوری بریتانیا موفق به دریافت مدرک کارشناسی شد، که گواهی واضحی بر عدالت درخواست‌های زنان برای حقوق کامل در زمینه تحصیلات عالی بود. پیشرفت‌ها شامل تأسیس کالج پزشکی زنان در تورنتو (و همچنین در کینگستون، انتاریو) در سال ۱۸۸۳ بود، که به‌طور جزئی به پشتکار امیلی استو، نخستین پزشک زن که در کانادا فعالیت می‌کرد، نسبت داده شد. دختر استو، آگوستا استو-گالن، نخستین زنی بود که از یک دانشکده پزشکی در کانادا فارغ‌التحصیل شد.